# Podonectria citrina
Podonectria citrina är en svampart som beskrevs av Kobayasi & Shimizu 1977. Podonectria citrina ingår i släktet Podonectria och familjen Tubeufiaceae.   Inga underarter finns listade i Catalogue of Life.